# 斯坦利·奥拉米克
斯坦利·奥拉米克（英語：Stanley Awramik，1946年—）是一位美国生物地质学家和古生物学家，知名于对前寒武纪的研究，2013年当选美国地质学会会士。